# Branislav Hrnjiček
Branislav Hrnjiček (cyrillique : Бpaниcлaв Xpњичeк) (né le 5 juin 1908 et mort le 2 juillet 1964 à Belgrade) était un joueur de football international yougoslave.

## Biographie
Il passe toute sa carrière de club à Belgrade, au SK Jugoslavija sauf entre 1930 et 1932 où il va au BSK Belgrade.
Il joue en tout un total de cinq matchs internationaux avec le royaume de Yougoslavie. Il fait ses débuts lors de la Coupe des Balkans des nations le 6 octobre 1929, contre la Roumanie (défaite 2-1 à Bucarest). Son dernier match, est le 3 août 1930 lors d'une défaite 3-1 à Buenos Aires. Son seul et unique but est contre la Bulgarie lors d'une victoire 6-1.
Il participe en tant que remplaçant à la coupe du monde 1930.
Après sa retraite, il devient entraîneur pour quelque temps en Israël. Il décède à 56 ans, alors qu'il s'apprêtait à partir entraîner en Allemagne.